# Иван Славов (философ)
Вижте пояснителната страница за други личности с името Иван Славов.
Иван Йорданов Славов е български философ, публицист, дипломат. Професор, доктор на философските науки.

## Биография
Завършва Софийския държавен университет през 1956 г. От 1960 г. е преподавател в катедра „Философия“ там. Доцент от 1971 г., а от 1979 г. професор. От 1976 г. е доктор на философските науки. Посланик на Република България в Словакия (1994-1998).
Личният му житейски и философски девиз е: „Оптимист по воля, песимист по разум, сноб по вяра“. Една от целите, на които е посветил живота си, е борбата с дилетантството, на което противопоставя агресивния снобизъм и в резултат търпи съкрушително поражение.
Жени се четири пъти и от първите си три брака има общо четири деца.
Умира на 16 февруари 2012 г. след прекаран инсулт и последвала кома.

## Творчество
Посветено е на остри и злободневни въпроси от естетиката и всекидневната култура – кича, безвкусицата, деформацията на човешките нрави. Той неуморно преследва не само кича и чалгата, но и еснафщината като цяло, плиткоумието и неграмотността във всичките им форми и проявления, на които противопоставя елитарния снобизъм на т.нар. „конячна интелигенция“. Той изповядва максимата „Човек е оцелял, защото се е смял на всичко, на което се присмива Иван Славов и не е посмял да се смее на самия Иван Славов“.
Заради тази своя непримиримост с всичко пошло (според неговите представи) и недостойно за неговите вкусове, си спечелва прозвището „Транжорът на кича“, както го наричат феновете му.